# Saint-Maurice-de-Ventalon
Saint-Maurice-de-Ventalon (okzitanisch Sent Maurise de Ventalon) ist eine Ortschaft und eine Commune déléguée in der französischen Gemeinde Pont de Montvert - Sud Mont Lozère mit 56 Einwohnern (Stand: 1. Januar 2021) im Département Lozère in der Region Okzitanien. Die Commune déléguée Saint-Maurice-de-Ventalon besteht aus mehreren Weilern.

## Lage
Der Ort liegt in ca. 1000 m Höhe ü. d. M. im Bergland der zum Zentralmassiv gehörenden Cevennen und ist Teil des Nationalparks Cevennen. Die Kleinstadt Florac befindet sich ca. 30 km (Fahrtstrecke) westlich. In der Umgebung liegt die Quelle des Flüsschens Luech.

## Bevölkerungsentwicklung
| Jahr      | 1800 | 1851 | 1901 | 1954 | 1999 | 2013 |
| --------- | ---- | ---- | ---- | ---- | ---- | ---- |
| Einwohner | 436  | 462  | 330  | 74   | 55   | 71   |

Der kontinuierliche Bevölkerungsrückgang im 20. Jahrhundert steht im Zusammenhang mit der abgelegenen Lage des Ortes und des Verlusts an Arbeitsplätzen infolge der Mechanisierung der Landwirtschaft.

## Wirtschaft
Die Bewohner von Saint-Maurice-de-Ventalon lebten jahrhundertelang als Selbstversorger von der Landwirtschaft: In den Tallagen wurde in geringem Umfang Getreide angebaut, wohingegen die höhergelegenen Regionen als Viehweiden dienten. Hier wurde bereits seit langem auch Schafskäse (Pélardon) produziert, aber auch Edelkastanien und Walnüsse dienten der Ernährung. Im 20. Jahrhundert wurden die ehemaligen Wege zu Straßen ausgebaut, was die Abwanderung der Bevölkerung verstärkte. Heute lebt man immer noch von ein wenig Ackerbau und Viehzucht, doch spielt seit den 1970er und 1980er Jahren der Tourismus und hier insbesondere die Vermietung von Ferienwohnungen (gîtes) eine bedeutende Rolle im Wirtschaftsleben.

## Geschichte
Die Region wurde wahrscheinlich bereits in der Jungsteinzeit von Jägern und Sammlern durchstreift und vielleicht auch schon von Hirten besucht. Aus gallorömischer Zeit wurden die Fundamente eines Landgutes (villa rustica) mit angeschlossener Töpferei ausgegraben. In der Zeit der Herrschaft Ludwigs XIV. (um 1700) war die Gegend Ziel von drastischen Strafmaßnahmen (Dragonaden) gegen die Hugenotten.
Mit Wirkung vom 1. Januar 2016 wurde sie mit den Gemeinden Le Pont-de-Montvert und Fraissinet-de-Lozère zur Commune nouvelle Pont de Montvert - Sud Mont Lozère zusammengelegt und hat dort seither den Status einer Commune déléguée.

## Sehenswürdigkeiten
- Die circa einen Kilometer südwestlich des Ortes unweit der Quelle des Luech gelegene gallorömische Ausgrabungsstätte wurde im Jahr 1980 als Monument historique anerkannt.[1]